# PZL W-3 Sokół
Il W-3 Sokół (in polacco: Sokół, Falco) è un elicottero medio multiruolo progettato e costruito dall'azienda aeronautica polacca Wytwórnia Sprzętu Komunikacyjnego "PZL-Świdnik" poi acquisita da AgustaWestland a sua volta confluita in Finmeccanica (dal 2017 Leonardo) nel 2015. Viene prodotto sia in versione civile che militare. L'elicottero viene impiegato in compiti di trasporto, ricognizione armata e MEDEVAC.
Fino ad oggi è stato realizzato in circa 150 esemplari, ma l'azienda aeronautica polacca prevede di piazzare almeno altre 150 macchine nei prossimi anni, sia sul mercato civile che militare.

## Storia del progetto
La Państwowe Zakłady Lotnicze (PZL) rappresenta in Polonia un marchio storico nel campo dell'aviazione. Infatti già prima della Seconda guerra mondiale, l'azienda polacca progettava e costruiva in proprio aerei da trasporto, da addestramento e da caccia, e successivamente, con la fine delle ostilità belliche, intraprese la produzione su licenza di velivoli ed elicotteri sovietici.
La costruzione su licenza del Mil Mi-1 e Mi-2 avveniva presso gli stabilimenti di Świdnik a partire dal 1955.
Fu proprio questa lunga esperienza che convinse i dirigenti della Wytwórnia Sprzętu Komunikacyjnego "PZL-Świdnik" ad intraprendere lo sviluppo di un nuovo elicottero utility medio, con spiccate capacità multiruolo, in grado di affermarsi sia in campo civile che militare.
Lo studio della nuova macchina iniziò nella seconda metà degli anni settanta e venne designata W-3 Sokol. Il primo di 5 prototipi effettuò il suo primo volo in 16 novembre 1979. La produzione in serie fu avviata nel 1985.

## Utilizzatori

### Governativi
Polonia
- Lotnictwo Policja

3 W-3 in servizio al febbraio 2023.

### Militari
Algeria
- Al-Quwwat al-Jawwiyya al-Jaza'iriyya

8 esemplari consegnati ed in servizio al settembre 2018.
 Birmania
- Tatmdaw Lei

16 esemplari consegnati, ha in dotazione, al dicembre 2016, 12 esemplari di W-3 Sokol e 1 W-3UT Sokol;
 Rep. Ceca
- Vzdušné síly armády České republiky

11 W-3A ordinati, 11 in servizio al gennaio 2018.
 Cipro
- Kypriaki Stratiotiki Aeroporia

2 W-3 Kania in servizio dal 1990 al 1995.
 Filippine
- Hukbong Himpapawid ng Pilipinas

8 W-3A ordinati, 6 in servizio al febbraio 2020. Un esemplare è andato perso nello stesso mese.
 Polonia
- Siły Powietrzne

16 W-3 di varie versioni in servizio all'aprile 2023.
- Wojska Lądowe

38 W-3 in servizio al settembre 2021.
- Marynarka Wojenna

2 W-3T e 6 W-3WARM da ricerca e soccorso consegnati ed in servizio al settembre 2023.
 Vietnam
- Không Quân Nhân Dân Việt Nam

opera con 4 esemplari di W-3S Sokol e 4 W-3RM Sokol;

## Elicotteri comparabili
Germania-Giappone
- MBB-Kawasaki BK 117

 India
- HAL Dhruv